# 舘山聖奈
舘山 聖奈（たてやま せいな、1997年9月25日 - ）は、関西テレビのアナウンサー。

## 来歴
兵庫県西宮市の出身で、小学校時代から10年にわたってソフトテニスの選手として活動した。西宮市立真砂中学校在学中には地区大会で優勝したほか、阪神地区選抜選手に抜擢されている。兵庫県立芦屋高等学校進学後もソフトテニス部に所属し、中高ともキャプテンを務めた。
高校2年時に『JUNON』（主婦と生活社）プロデュースの「第3回ジュノン・ガールズ・コンテスト」に応募したところ、ファイナリストの1人に選ばれたことをきっかけに、スタッフ・プラス所属の女優として活動した。高校卒業後に青山学院大学地球社会共生学部地球社会共生学科へ進学した。
青山学院大学在学中は、朝鮮語を学んでいたほか、卒業にはタイかマレーシアへの留学が必須のため、2年時にはタイのタンマサート大学（バンコク）へ短期留学を半年ほど経験した。3年時からは、菊池尚代教授のゼミで映像制作の実習に携わっていた。
その一方で報道番組を担当するアナウンサーを志していたため、大学3年時からフジテレビアナウンストレーニング講座アナトレへ参加。『BSフジNEWS』（BSフジ）の第34期学生キャスターとして、実際に報道番組に出演していた。就職活動で放送局のアナウンサー採用試験を受けた結果、関西テレビが山本大貴と共に採用を内定した。正式入社の前には山本と共に『カンテレアナウンサー真冬の挑戦スペシャル～カンニング竹山局長のドラマ制作指令を遂行せよ～』（2020年2月23日に関西ローカルで放送）の収録に参加していたほか、『フットマップ〜今すぐ行きたい!エエとこツアー〜』（同年4月からの新番組）のロケでアシスタントを務めていた。
大学卒業後の同年4月1日付で山本と共に関西テレビへ正式に入社した。放送上は入社1週目の4日（土曜日）から『フットマップ』にレギュラーで出演しているほか、『舘山聖奈のシネマコンシェル』という冠番組を任されている。入社後に配属されたアナウンス部が新人アナウンサーに対して「（研修でアナウンス技術を）習うより（番組へのレギュラー出演を通じて制作の現場に）慣れろ」という方針を立てている関係で、入社1年目は定時ニュースの担当から外れていたが、2年目の2021年からは『報道RUNNER』（平日夕方の報道・情報番組）で毎週木曜日にフィールドキャスターとして出演した。また、テレビ単営局（関西テレビ）の現職アナウンサーでありながら、同年7月から2022年3月まで『カンテら!』（ラジオ大阪）のパーソナリティを随時務めていた。同年7月からは、『KEIBA BEAT』（競馬中継）の関西テレビ制作分にリポーターとして産休に入るまで出演していた。2023年2月26日放送分から、同様にパドックのリポートを任されていた。
その一方で、関西テレビ入社1年目には、「ひとつのソラ」（「カンテレUHD-works」の一環として制作された8K/HDRショートフィルム）に「女優」（鳴海唯の親友役）として出演した。この作品は、2021年3月9日の未明に関西ローカルで放送されたほか、「Our Sky」というタイトルで第4回アジアン・アカデミー・クリエイティブ・アワード（Asian Academy Creative Awards）ショートフィルム部門の日本代表に選ばれている。
2023年8月28日、大学時代より交際していたプロサッカー選手の中村帆高（FC東京）と結婚したことを発表した。なお舘山は結婚後もアナウンサーを続けることも併せて明らかにしている。
2024年2月24日、『フットマップ』の放送で妊娠を発表し、産前産後休業に入った。同年5月3日、自身のインスタグラムで第1子となる女児を出産したことを報告した。

## 人物
- 趣味は、少女漫画やシール・ステッカーなどの文房具集め。
- 好物は甘いもの。苦手なものは夜更かし、うなぎ、お化け屋敷。
- 関西テレビ入社2年目の2021年夏からは、『釣りたガール!』（釣りビジョンとの共同制作番組）の企画で、ジグなどの海釣りに挑戦。当初は初代「釣りたガール」（レギュラー出演者）の村西利恵（先輩アナウンサー）から釣りの手ほどきを受けていた[15]が、村西が2021年12月以降に産前産後休暇を控えていることから、同年11月以降の放送分では村西から「釣りたガール」の座を引き継いでいる。

## 出演番組

### 現在
- 産前産後休業中のため、なし。

### 過去

#### 青山学院大学への在学中

##### テレビ
- BSフジNEWS（BSフジ）学生キャスター（水曜日担当） - 2018年5月 - 11月

##### インターネット動画配信
- 能勢伸之の週刊安全保障（ホウドウキョク） - 2018年9月 - 12月

#### 関西テレビへの入社後

##### テレビ
- 報道ランナー（木曜日のフィールドキャスター） - 2021年4月1日 - 2022年3月31日
- カンテレアナウンサー挑戦スペシャルシリーズ（年1回放送） - 入社前の2020年2月23日放送分から出演
- 舘山聖奈のシネマコンシェル（「コンシェルジュ」という肩書で進行） - 2020年4月4日 -
- フットマップ〜今すぐ行きたい!エエとこツアー〜（アシスタント） - 2020年4月4日 -
- 春の高校バレー（メインキャスター） - 2020年から担当
- ロザンのクイズの神様（アシスタント） - 2021年4月10日 -
- うまんちゅ（ナレーション）
- おかべろ（ナレーション）
- カンテレNEWS（不定期）
- 釣りたガール!（前述）
- EVER GREEN (レギュラー出演)  - 2021年10月3日 -
- KEIBA BEAT（リポーター、パドック実況）
- 土曜はナニする!?（お天気コーナー担当）- 2023年4月1日 -

##### ラジオ
- カンテら!（ラジオ大阪） - 2021年7月21日未明放送分から最終回（2022年3月30日放送分）まで、同僚のアナウンサー1名とのコンビでパーソナリティを随時担当。最終回では上司の関純子（1988年＝昭和63年入社）に加えて、みのおエフエム（大阪府内で最初に設立されたコミュニティFM局）番組パーソナリティの植田洋子（結婚前の1965年4月から1968年3月まで旧姓の「山室洋子」名義で関西テレビにアナウンサーとして勤務）をゲストに迎えたことから、「昭和世代（植田）・平成世代（関）・令和世代（自身）による鼎談」が実現した。

##### 映像作品
- ひとつのソラ（Our Sky） - 関西テレビでは2021年3月9日の1:50 - 2:07（8日の26:50 - 27:07）に関西ローカルで放送[11]